# Селфридж, Томас
Томас Оливер Селфридж (англ. Thomas Oliver Selfridge; 24 апреля 1804 — 15 октября 1902) — контр-адмирал ВМС США, участник Американо-мексиканской войны и Гражданской войны в США. Отец контр-адмирала Томаса Селфриджа-младшего (1836—1924), дед старшего лейтенанта армии США Томаса Этолена Селфриджа (1882—1908), первого в мире человека, погибшего при крушении самолёта.

## Биография
Томас Оливер Селфридж родился 24 апреля 1804 года в Бостоне. На военно-морскую службу он поступил в звании мичмана в 1818 году, в марте 1827 года получил звание лейтенанта. Служил в Ост-Индии, Бразилии и на Средиземном море. В апреле 1844 года Селфридж был переведён на линейный корабль USS Columbus, бывший флагманом Ост-Индийской эскадры ВМС США. Во время войны с Мексикой корабль входил в состав Тихоокеанского флота.
В мае 1847 года Селфридж был назначен командиром шлюпа USS Dale. Корабль под его командованием участвовал в блокаде Мацатлана и Гуаймаса. В июне 1848 года, после ранения, он был снят с должности и отправлен домой. До 1861 года он служил на Бостонской верфи, командовал паровым фрегатом USS Missisippi, входившим в состав эскадры Мексиканского залива. Спустя несколько месяцев Селфридж был списан на берег по состоянию здоровья и с 1862 по 1865 год служил на военно-морской верфи Мар-Айленд. В июле 1862 года ему было присвоено звание коммодора. 24 апреля 1866 года вышел в отставку.
В июле 1866 года Селфриджу было присвоено звание контр-адмирал. До 1871 года он работал председателем экзаменационной комиссии и инспектором маячной службы в Бостоне.
Томас Оливер Селфридж умер 15 октября 1902 года в Уэйверли, штат Массачусетс. В его честь были названы эсминцы USS Selfridge типа «Клемсон» и USS Selfridge типа «Портер».